# Triage
 Denne artikel bør gennemlæses af en person med fagkendskab for at sikre den faglige korrekthed.

Triage (fr. for sortering ) er en proces til bestemmelse af prioriteter i behandling af patienter baseret på sværhedsgraden af deres tilstand.
"... Triage som proces bruges til klassificering og udvælgelse af patienter på baggrund af type, tilstand og akuthed. Triageprocessen handler om at få den rigtige patient det rigtige sted hen til de rigtige ressourcer på det rigtige tidspunkt. ..."
Hensigten er at gøre behandlingen af patienten mere effektiv, når ressourcerne er for utilstrækkelige til at alle kan behandles med det samme. For eksempel kan triage bruges til patienter, der ankommer til en akutmodtagelse. Et triagesystem blev anvendt i Frankrig under første verdenskrig ved behandlingen af sårede soldater fra slagmarken ved feltlazaretter bag fronten.
Grundlæggende kan triage opdeles i tre kategorier :
1. Overlever uanset hvilken yderligere behandling der gives
2. Dør uanset hvilken yderligere behandling der gives
3. Øjeblikkelig behandling kan gøre en positiv forskel for overlevelse

## Triageringssystemer
Et dansk triagesystem har akronymet DEPT for Danish Emergency Process Triage "... et nationalt tilgængeligt triageværktøj, der henvender sig til alle afdelinger med akut modtagefunktion. ..."
Der findes andre systemer til triagering :
- ATS – Australasian Triage Scale, risikofaktorer
- CATS – Canadian, vitalparametre og symptomer
- ESI – Emergency Severity Index
- MTS – Manchester Triage System
- METTS – Medical Triage and Treatment System
- ADAPT – Proces triage

### Under- og overtriagering
Jo færre ressourcer der er til rådighed, jo vigtigere er det at ramme det rigtige triageniveau.
Ved overtriagering tildeles der for mange og ved undertriagering for få ressourcer. Overtriagering kan resultere i at der er for få ressourcer længere nede i køen, og patienter dér kan derfor opleve undertriagering, hvilket kan være livstruende. Man søger derfor at ramme det rigtige triageniveau.

## Farvekoder
Man kan bruge kort, skilte, skemaer, små lygter om natten eller elektroniske indretninger som hæftes på patienterne.

## Galleri
| - Forskellige hjælpemidler, lygter, elektronik - Forskellige hjælpemidler til medicinsk triage (nl) - Lygter til natarbejde - Et apparat Rescue Node i stedet for påhæftet kort |

| - Triagekort til påhæftning - Forsiden af triagekort fra tysk Røde Kors - Bagsiden af triagekort fra tysk Røde Kors - Tysk øvelseskort ("Patientenleitsystem-Tasche") - Kort til afgiftning fra DECONference (Decontamination Conference) |

| - Triagekort til påhæftning - Triagekort for den amerikanske hær, US-Army - Triagekort for brandvæsenet i Tokyo - Triagekort for brandvæsenet i Hamburg (forside) - Triagekort for brandvæsenet i Hamburg (bagside) |